# 액티 시오도메
액티 시오도메(일본어: アクティ汐留 아쿠티시오도메[*], Acty Shiodome)는 일본 도쿄도 미나토구 시오도메 잇초메에 위치한 임대 주택이다.
2000년에 착공하여 2004년 3월에 관리에 들어갔고, 그해 11월에 완공하였다. 시오도메 H가구 초고층빌딩 3~44층에 해당한다. 2007년 기준으로 UR 임대주택 중에서는 가장 큰 규모였으며, 지금도 일본에서 두번째로 높은 주택건물이다. 45~56층은 스미토모 부동산에 임대되어 부유층 전용 임대주택 '라 투르 시오도메' (ラ・トゥール汐留)로 운영되고 있다. 때문에 본 빌딩을 '라 투르 시오도메'라 부르기도 한다. 1층에는 슈퍼마켓 '마루에츠 쁘띠' (マルエツ　プチ)가, 2층에는 의료, 탁아시설이 자리해 있어 편의성이 크다.

## 상세
- 월세：149,600〜1,249,800엔
- 평면적：43.18〜196.52m2
- 관리호수：682호

## 주변 명소
- 하마리큐 은사정원 - 북동쪽으로 400m 거리
- 구 시바리큐 은사정원 (旧芝離宮) - 남쪽으로 400m 거리
- 액티 시오도메 스텝스 가든 - 액티 시오도메의 북쪽 방면에 바로 붙어 있다.
- 이탈리아 공원 (イタリア公園) - 북쪽 방면에 바로 붙어 있다.
- 포켓몬 센터 도쿄
- 시오도메 시티 센터 (汐留シティセンター) - 도보로 10분[2]
- 쓰키지 시장 - 도보로 15분

## 교통
- JR 게이힌 도호쿠 선 하마마쓰초역 - 도보로 3분
- 도에이 지하철 오오에도 선· 아사쿠사 선 다이몬 역 - 도보로 3분
- 유리카모메 시오도메 역 - 도보로 4분

건물과 보도로 붙어있는 주차장은 최대 366대 규모이며, 건물 1층에는 자전거와 오토바이 보관소가 있다. 건물 옥상에는 헬리콥터 이착륙장도 있다.

## 갤러리

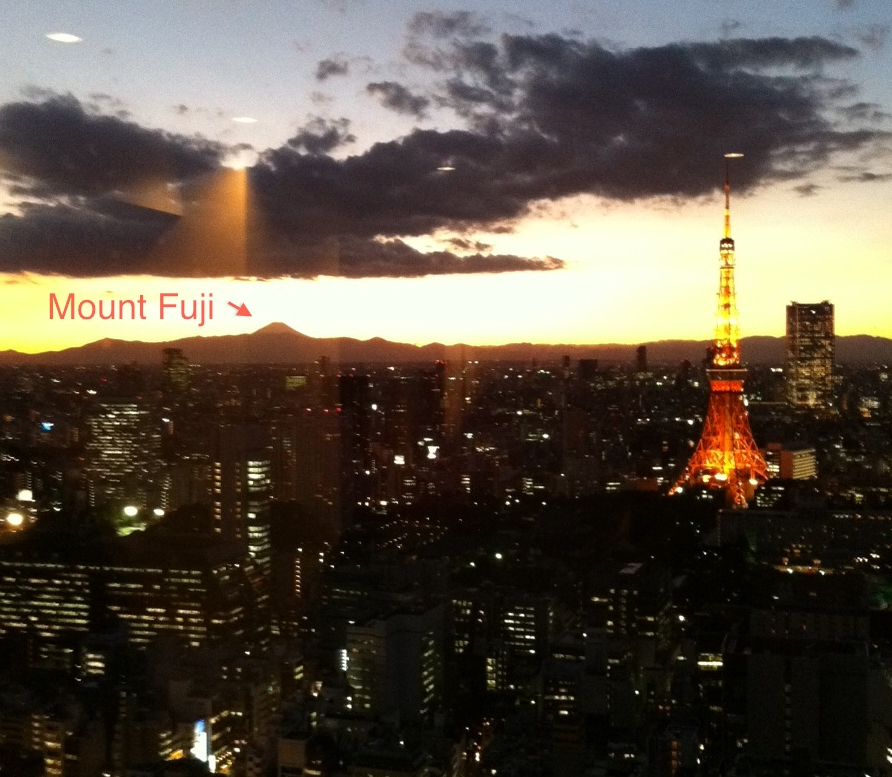
49층에서 바라본 전경
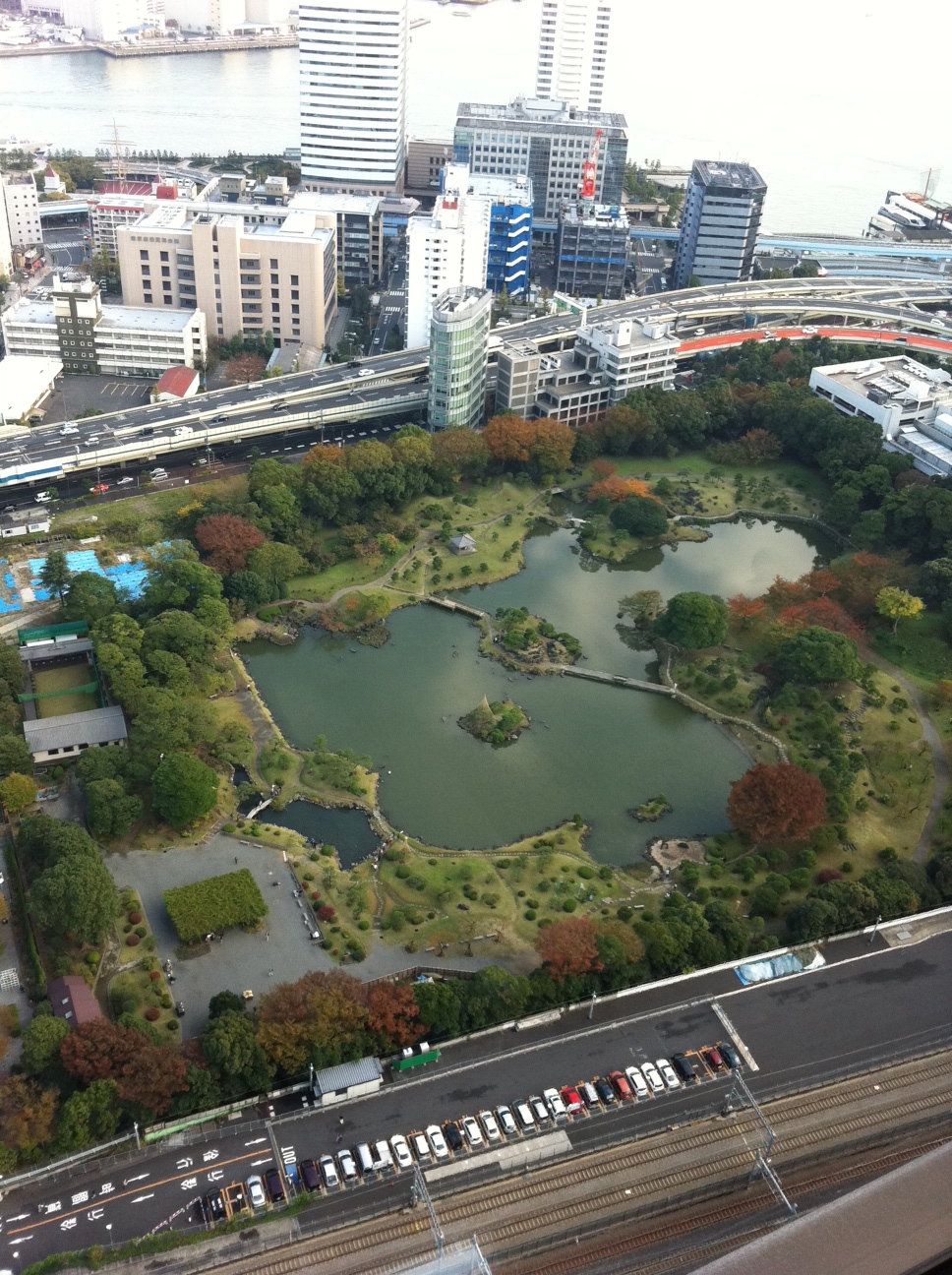
45층 전경
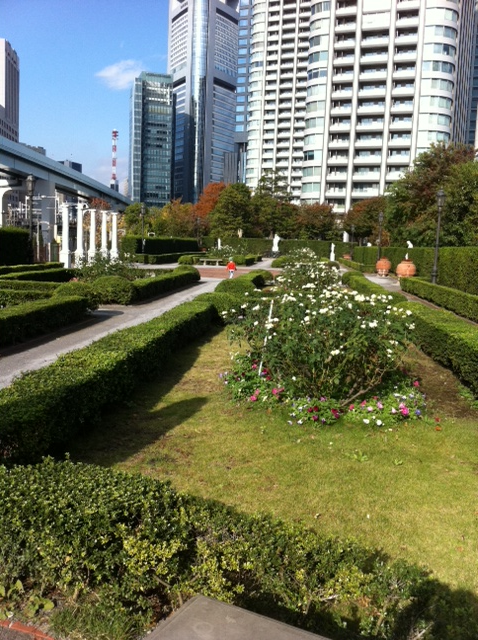
이탈리아 공원
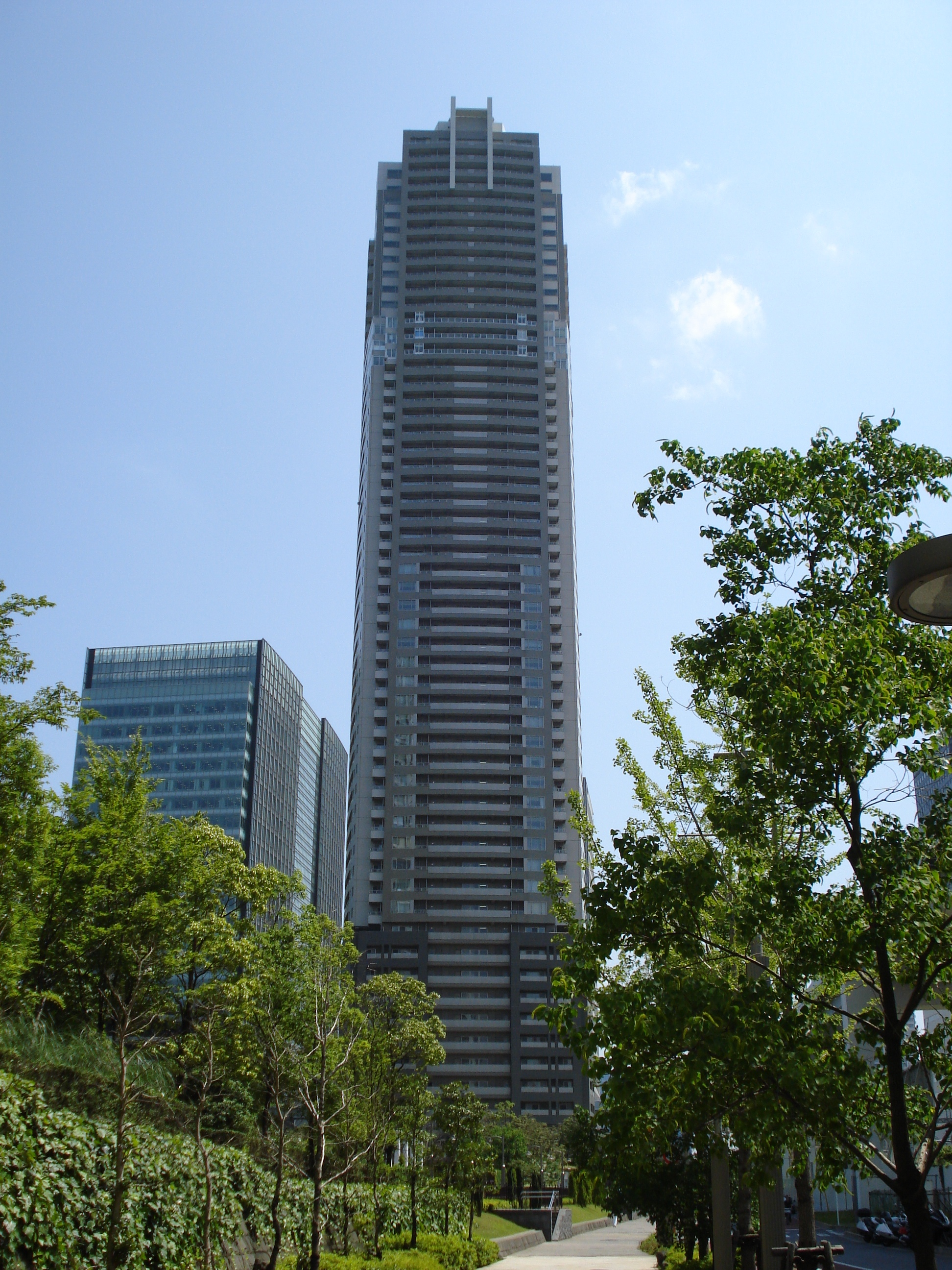
액티 시오도메

## 같이 보기
- 일본의 마천루 목록
- 도쿄도의 마천루 목록